# 陶氏化工
陶氏化学（Dow Chemical Company）是一間跨國化學公司，總部設於美國密歇根州，1897年由赫伯特·亨利·道创建。以資產值計，是美国第二大、世界第三大的化學公司。2015與杜邦化工合併完全合併後成為全世界最大的化工巨擘之一。

## 产品
陶氏化工是世界上最大的塑料生产厂商，产品包括聚苯乙烯、聚亚氨酯、聚对苯二甲酸乙二醇酯、聚丙烯和合成橡胶等。同时，它也是世界上主要的氯化钙、环氧乙烷、丙烯酸盐、表面活性剂和纤维树脂的生产商。陶氏化工业生产各种不同的农用药剂，最著名的是毒死蜱。陶氏化工也有一些被消费者们所熟悉的产品：「莎蘭」牌保鲜膜Saran Wrap、「密保諾」牌夾鏈袋Ziploc bags（现已售予美國莊臣）及聚苯乙烯泡沫塑料。

## 历史
2015年12月11日陶氏化學和杜邦化工以全股票交易的方式「對等合併」，新公司將成全球僅次於巴斯夫（BASF）的第2大化工企業，並超越孟山都（Monsanto）成為全球最大種子和農藥公司。
2017年6月15日陶氏化工與杜邦公司已獲美國反托拉斯（在中國稱為反壟斷）監管官員核准合併，但需出售一些專利種子和其他資產。
2017年8月28日陶氏化工与沙烏地阿拉伯國家石油公司签署了一项不具约束力的协议，将其在Sadara化学公司的权益提高到50%。之前陶氏化工持有该公司35%的股权。
2017年9月1日陶氏杜邦（纽交所交易代码：DWDP）宣布，陶氏化学公司（DOW，陶氏）与杜邦公司（DuPont，杜邦）于8月31日成功完成对等合并。合并后的实体为一家控股公司，称为陶氏杜邦（DowDuPont）。